# Tjärnheden
Tjärnheden è un'area urbana della Svezia situata nel comune di Forshaga, contea di Västra Götaland.